# Campionati del mondo di atletica leggera 2009 - 200 metri piani femminili
La gara dei 200 metri piani femminili dei Campionati del mondo di atletica leggera 2009 si è tenuta nei giorni 19, 20 e 21 agosto. Si sono iscritte alla gara 45 atlete, con un'atleta non partita.

## Podio
| Pos.    | Atleta                   | Nazionalità | Prestazione |
| ------- | ------------------------ | ----------- | ----------- |
| Oro     | Allyson Felix            | Stati Uniti | 22"02       |
| Argento | Veronica Campbell-Brown  | Giamaica    | 22"35       |
| Bronzo  | Debbie Ferguson-McKenzie | Bahamas     | 22"41       |

### Record
Prima di questa competizione, il record del mondo (RM) e il record dei campionati (RC) erano i seguenti:
| Record                | Prestazione     | Atleta                               | Data                                  | Competizione   |
| --------------------- | --------------- | ------------------------------------ | ------------------------------------- | -------------- |
| Record mondiale       | 21"34 v. (+1,3) | Florence Griffith-Joyner Stati Uniti | 29 settembre 1988 Seul, Corea del Sud | Olimpiadi 1988 |
| Record dei campionati | 21"74 v. (+1,2) | Silke Möller Germania Est            | 3 settembre 1987 Roma, Italia         | Mondiali 1987  |

## Risultati

### Batterie
Si qualificano alla semifinale le prime 3 (Q) di ogni batteria più i sei migliori tempi di ripescaggio (q).
| Pos. | Corsia | Atleta                   | Nazione                 | Tempo  | Note                                     |
| ---- | ------ | ------------------------ | ----------------------- | ------ | ---------------------------------------- |
| 1    | 4      | Marshevet Hooker         | Stati Uniti             | 22"51  | Q                                        |
| 2    | 5      | Cydonie Mothersille      | Isole Cayman            | 22"69  | Q                                        |
| 3    | 4      | Debbie Ferguson-McKenzie | Bahamas                 | 22"71  | Q                                        |
| 4    | 2      | Muna Lee                 | Stati Uniti             | 22"76  | Q                                        |
| 5    | 1      | Simone Facey             | Giamaica                | 22"83  | Q                                        |
| 5    | 4      | Eleni Artymata           | Cipro                   | 22"83  | Q                                        |
| 7    | 3      | Allyson Felix            | Stati Uniti             | 22"88  | Q                                        |
| 8    | 5      | Anneisha McLaughlin      | Giamaica                | 22"91  | Q                                        |
| 9    | 3      | Monique Williams         | Nuova Zelanda           | 22"96  | Q                                        |
| 10   | 5      | LaVerne Jones-Ferrette   | Isole Vergini Americane | 22"97  | Q                                        |
| 11   | 2      | Kelly-Ann Baptiste       | Trinidad e Tobago       | 23"00  | Q                                        |
| 12   | 6      | Veronica Campbell-Brown  | Giamaica                | 23"01  | Q                                        |
| 13   | 4      | Yelena Bolsun            | Russia                  | 23"06  | q                                        |
| 14   | 2      | Yuliya Gushchina         | Russia                  | 23"07  | Q                                        |
| 15   | 1      | ChaRonda Williams        | Stati Uniti             | 23"08  | Q                                        |
| 16   | 6      | Emily Freeman            | Regno Unito             | 23"10  | Q                                        |
| 17   | 6      | Olivia Borlée            | Belgio                  | 23"25  | Q                                        |
| 18   | 3      | Tameka Williams          | Saint Kitts e Nevis     | 23"27  | Q                                        |
| 19   | 3      | Ol'ga Zajceva            | Russia                  | 23"28  | q                                        |
| 20   | 1      | Johanna Danois           | Francia                 | 23"29  | Q                                        |
| 21   | 5      | Vida Anim                | Ghana                   | 23"33  | q                                        |
| 22   | 2      | Virgil Hodge             | Saint Kitts e Nevis     | 23"34  | q                                        |
| 22   | 3      | Roqaya Al-Gassra         | Bahrein                 | 23"34  | q                                        |
| 24   | 6      | Sheniqua Ferguson        | Bahamas                 | 23"35  | q                                        |
| 25   | 3      | Adrienne Power           | Canada                  | 23"38  |                                          |
| 26   | 1      | Chisato Fukushima        | Giappone                | 23"40  |                                          |
| 27   | 1      | Darlenis Obregón         | Colombia                | 23"42  |                                          |
| 27   | 1      | Andreea Ograzeanu        | Romania                 | 23"42  |                                          |
| 29   | 2      | Carol Rodríguez          | Porto Rico              | 23"54  |                                          |
| 30   | 4      | Alena Kievich            | Bielorussia             | 23"59  |                                          |
| 31   | 4      | Ivet Lalova              | Bulgaria                | 23"60  | Miglior prestazione personale stagionale |
| 32   | 3      | Momoko Takahashi         | Giappone                | 23"61  |                                          |
| 32   | 5      | Isabel Le Roux           | Sudafrica               | 23"61  |                                          |
| 34   | 6      | Guzel Khubbieva          | Uzbekistan              | 23"61  | Miglior prestazione personale stagionale |
| 35   | 4      | Meritzer Williams        | Saint Kitts e Nevis     | 23"72  |                                          |
| 36   | 2      | Sabina Veit              | Slovenia                | 23"77  |                                          |
| 37   | 6      | Jade Bailey              | Barbados                | 23."84 |                                          |
| 38   | 5      | Makelesi Batimala        | Figi                    | 24"13  | Miglior prestazione personale stagionale |
| 39   | 5      | Oludamola Osayomi        | Nigeria                 | 24"24  |                                          |
| 40   | 2      | Sunayna Wahi             | Suriname                | 24"74  | Miglior prestazione personale            |
| 41   | 1      | Nomvula Dlamini          | eSwatini                | 25"70  | Miglior prestazione personale            |
| 42   | 2      | Saria Traboulsi          | Libano                  | 26"90  |                                          |
| 43   | 3      | Selloane Tsoaeli         | Lesotho                 | 28"34  |                                          |
|      | 1      | Munira Saleh             | Siria                   |        | dnf                                      |
|      | 6      | Elizaveta Bryzhina       | Ucraina                 |        | dns                                      |

### Semifinali
Avanzano alla finale le prime 2 di ogni semifinale (Q) più i migliori 2 tempi di ripescaggio (q):
| Pos. | Corsia | Atleta                   | Nazione                 | Tempo | Note                                     |
| ---- | ------ | ------------------------ | ----------------------- | ----- | ---------------------------------------- |
| 1    | 1      | Debbie Ferguson-McKenzie | Bahamas                 | 22"24 | Q                                        |
| 2    | 1      | Veronica Campbell-Brown  | Giamaica                | 22"29 | Q                                        |
| 3    | 3      | Muna Lee                 | Stati Uniti             | 22"30 | Q                                        |
| 4    | 2      | Allyson Felix            | Stati Uniti             | 22"44 | Q                                        |
| 5    | 2      | Anneisha McLaughlin      | Giamaica                | 22"55 | Q                                        |
| 6    | 3      | Simone Facey             | Giamaica                | 22"58 | Q                                        |
| 7    | 1      | Emily Freeman            | Regno Unito             | 22"64 | q                                        |
| 8    | 1      | Eleni Artymata           | Cipro                   | 22"64 | q                                        |
| 9    | 2      | LaVerne Jones-Ferrette   | Isole Vergini Americane | 22"74 |                                          |
| 10   | 2      | Cydonie Mothersille      | Isole Cayman            | 22"80 |                                          |
| 11   | 2      | ChaRonda Williams        | Stati Uniti             | 22"81 |                                          |
| 12   | 3      | Monique Williams         | Nuova Zelanda           | 22"90 | Record nazionale                         |
| 13   | 3      | Kelly-Ann Baptiste       | Trinidad e Tobago       | 22"96 |                                          |
| 14   | 1      | Johanna Danois           | Francia                 | 23"03 | Miglior prestazione personale            |
| 15   | 2      | Ol'ga Zajceva            | Russia                  | 23"19 |                                          |
| 16   | 3      | Virgil Hodge             | Saint Kitts e Nevis     | 23"19 | Miglior prestazione personale stagionale |
| 17   | 3      | Yuliya Gushchina         | Russia                  | 23"24 |                                          |
| 18   | 1      | Roqaya Al-Gassra         | Bahrein                 | 23"26 | Miglior prestazione personale stagionale |
| 19   | 1      | Yelena Bolsun            | Russia                  | 23"27 |                                          |
| 20   | 3      | Vida Anim                | Ghana                   | 23"36 |                                          |
| 21   | 2      | Sheniqua Ferguson        | Bahamas                 | 23"40 |                                          |
| 22   | 3      | Olivia Borlée            | Belgio                  | 23"42 |                                          |
| 23   | 2      | Tameka Williams          | Saint Kitts e Nevis     | 23"47 |                                          |
|      | 1      | Marshevet Hooker         | Stati Uniti             |       | dnf                                      |

### Finale
La finale si è corsa il 21 agosto alle 21:00 ora locale.
| Pos. | Corsia | Atleta                   | Nazione     | Tempo | Note |
| ---- | ------ | ------------------------ | ----------- | ----- | ---- |
|      |        | Allyson Felix            | Stati Uniti | 22"02 |      |
|      |        | Veronica Campbell-Brown  | Giamaica    | 22"35 |      |
|      |        | Debbie Ferguson-McKenzie | Bahamas     | 22"41 |      |
| 4    |        | Muna Lee                 | Stati Uniti | 22"48 |      |
| 5    |        | Anneisha McLaughlin      | Giamaica    | 22"62 |      |
| 6    |        | Simone Facey             | Giamaica    | 22"80 |      |
| 7    |        | Emily Freeman            | Regno Unito | 22"98 |      |
| 8    |        | Eleni Artymata           | Cipro       | 23"05 |      |

## Legenda
| Q                                        | Qualificato direttamente                         |
| q                                        | Qualificato per ripescaggio                      |
| dnf                                      | Non arrivato                                     |
| dns                                      | Non partito                                      |
| nm                                       | Nessuna misura valida                            |
| -                                        | Passo                                            |
| X                                        | Nullo                                            |
| w                                        | Tempo con vento superiore ai +2,0 m/s consentiti |
| Record mondiale                          | Record del Mondo                                 |
| Record dei campionati                    | Record dei Campionati                            |
| Record europeo                           | Record Europeo                                   |
| Record nazionale                         | Record Nazionale                                 |
| Miglior prestazione personale            | Record Personale                                 |
| Miglior prestazione personale stagionale | Record Personale Stagionale                      |
| Miglior prestazione mondiale stagionale  | Migliore prestazione mondiale stagionale         |